# Stade Rudolf-Kalweit
Le stade Rudolf-Kalweit (en allemand : Rudolf-Kalweit-Stadion), auparavant connu sous le nom de Stade Bischofsholer Damm (en allemand : Stadion Bischofsholer Damm), est un stade omnisports allemand (principalement utilisé pour le football, le football américain et le rugby à XV) situé dans la ville de Hanovre, en Basse-Saxe.
Le stade, doté de 18 000 places et inauguré en 1918, sert d'enceinte à domicile à l'équipe de football de l'Arminia Hanovre, à l'équipe de football américain des Spartans de Hanovre, et à l'équipe d'Allemagne de rugby à XV[réf. nécessaire].

## Histoire
Ouvert en 1918, le stade de forme rectangulaire s'appelait à ses débuts le Stadion Bischofsholer Damm (en rapport au nom de la rue où il se situe) jusqu'en 2005.
Durant la seconde Guerre mondiale, le stade est touché par trois bombes aériennes, et devient impraticable pour un temps.
En 1963, une partie du stade derrière les buts est rénovée pour pouvoir agrandir la rue derrière le stade (la Bischofsholer Damm). Le club de l'Arminia Hanovre se voit alors proposé de changer de stade, mais décline la proposition.
Le toit du grand stade provient du Stadion Rote Erde (l'ancienne antre à domicile du Borussia Dortmund), déplacé à Hanovre en 1976,.
En 2005, le stade change de nom et est rebaptisé le stade Rudolf-Kalweit, en hommage à Rudolf Kalweit, personnalité de l'Arminia Hanovre.
En avril 2007, l'équipe d'Allemagne de rugby à XV dispute un match au stade contre les Pays-Bas devant 8 000 spectateurs, ce qui constitue la plus grande affluence du pays pour un match de rugby à XV depuis la fin de la seconde Guerre mondiale (victoire 21-12).
Le record d'affluence au stade est de 20 000 spectateurs, lors d'une victoire 6-1 de l'Arminia contre le Bremer SV en avril 1960.

## Événements
- Championnat européen des nations de rugby à XV 2008-2010 : un match disputé
- Championnat européen des nations de rugby à XV 2014-2016 : un match disputé[5],[6]

## Galerie

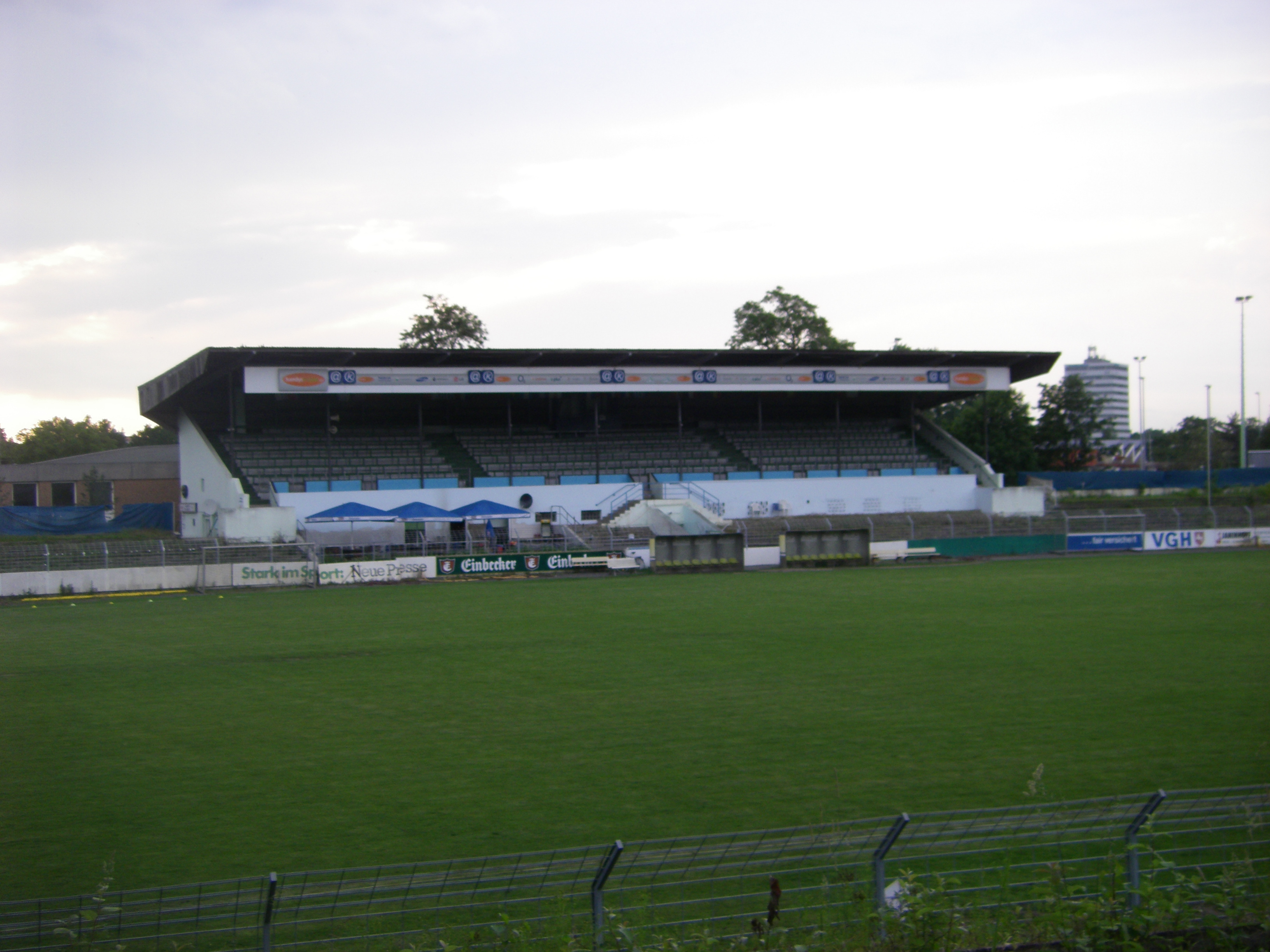
La tribune principale (juin 2016)
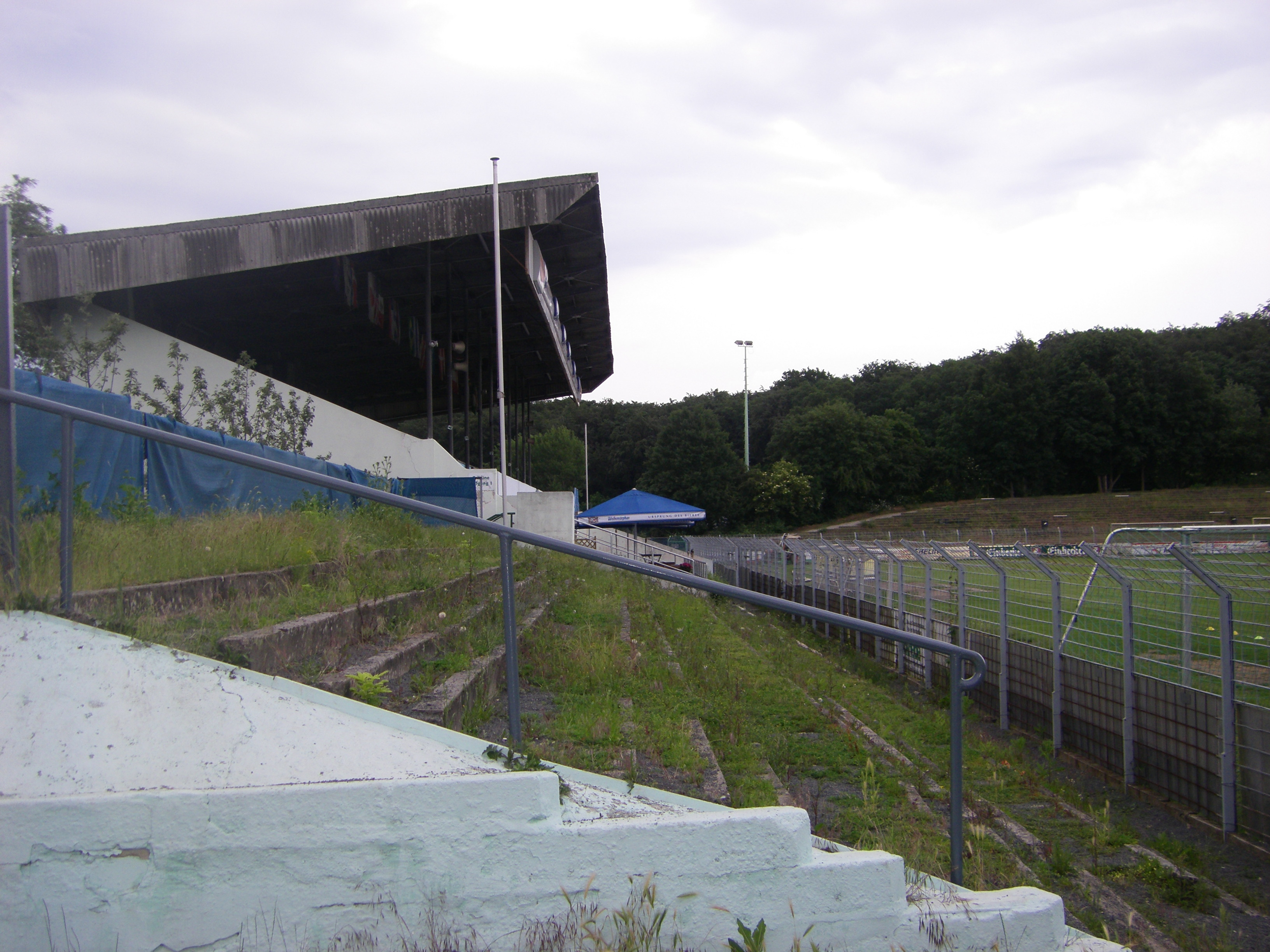
Tribune envahie par les mauvaises herbes n°1 (juin 2016)
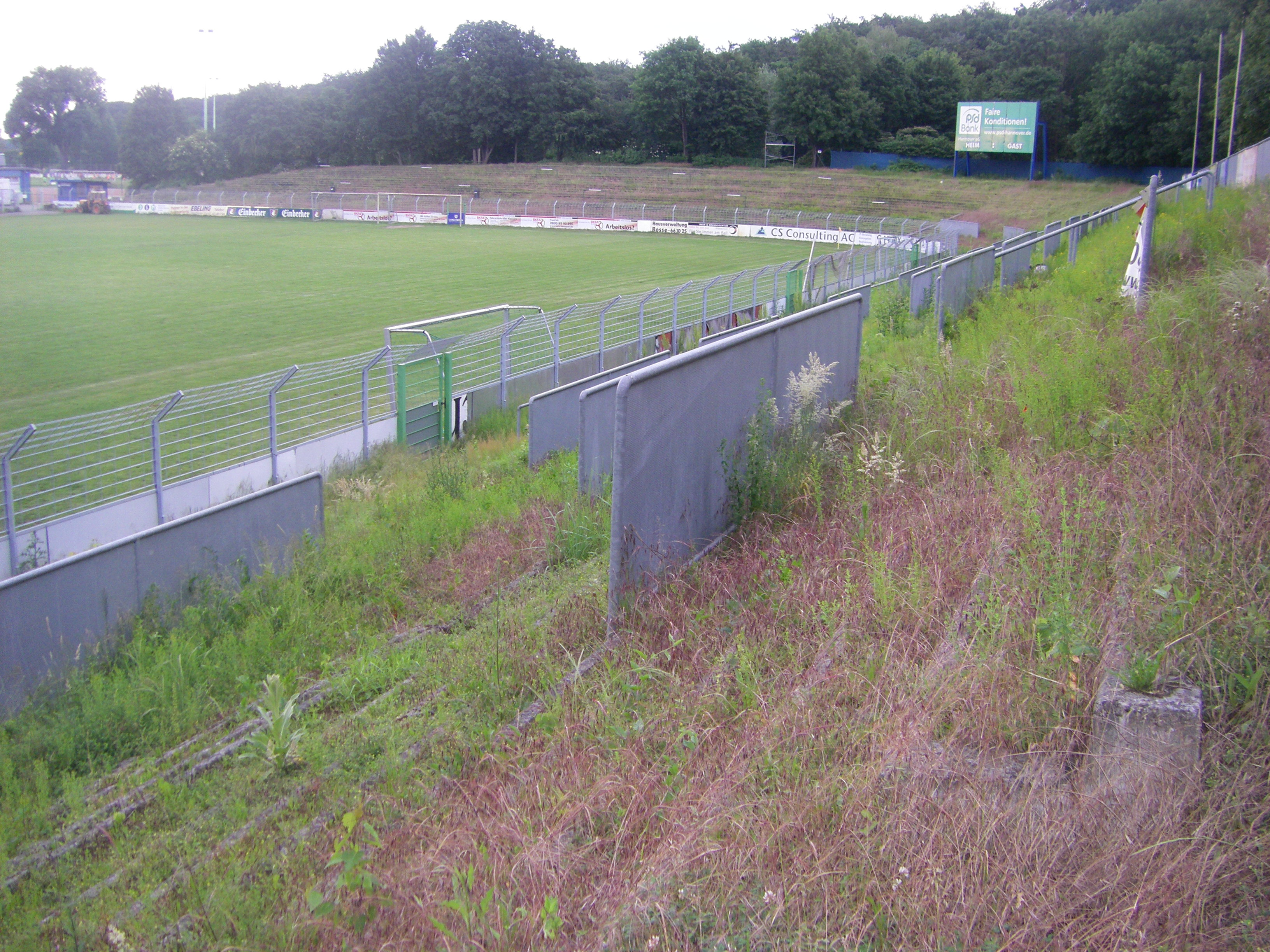
Tribune envahie par les mauvaises herbes n°2 (juin 2016)